# Sphenomorphus granulatus
Sphenomorphus granulatus este o specie de șopârle din genul Sphenomorphus, familia Scincidae, descrisă de Boulenger 1903. Conform Catalogue of Life specia Sphenomorphus granulatus nu are subspecii cunoscute.